# Elasticità di sostituzione intertemporale
In economia, l'elasticità di sostituzione intertemporale (in inglese elasticity of intertemporal substitution, EIS) è l'elasticità della struttura temporale dei consumi al tasso di interesse. In particolare, misura la variazione percentuale del rapporto tra i consumi presenti e futuri alla variazione del tasso di interesse.
Si tratta di un tipo particolare di elasticità di sostituzione, che in termini formali può essere definita come:
{\displaystyle \ \sigma ={\frac {\frac {\Delta (c_{t_{2}}/c_{t_{1}})}{c_{t_{2}}/c_{t_{1}}}}{\frac {\Delta SMSI_{t_{1},t_{2}}}{SMSI_{t_{1},t_{2}}}}}}
dove ct è il consumo al tempo t e SMSIt1,t2 è il saggio marginale di sostituzione intertemporale tra il tempo t1 e t2, cioè il saggio marginale di sostituzione tra il consumo al tempo t1 e quello al tempo t2.
Laddove sia possibile calcolare variazioni infinitesimali delle variabili nell'intervallo di interesse, la formula precedente può essere riscritta come:
{\displaystyle \ \sigma ={\frac {d(c_{t_{2}}/c_{t_{1}})}{dSMSI_{t_{1},t_{2}}}}{\frac {SMSI_{t_{1},t_{2}}}{c_{t_{2}}/c_{t_{1}}}}={\frac {d\log(c_{t_{2}}/c_{t_{1}})}{d\log SMSI_{t_{1},t_{2}}}}}
Poiché inoltre, se il consumatore massimizza la sua utilità, il SMSI tra il tempo t e il tempo t+1 è uguale a (1+r), dove r è il tasso di interesse reale, si ha:
{\displaystyle \ \sigma ={\frac {d\log(c_{t+1}/c_{t})}{d\log(1+r)}}}
In ambito continuo espressione equivalente è:
{\displaystyle \ \sigma ={\frac {d({\dot {c}}/c)}{dr}}}
dove {\displaystyle \ {\dot {c}}} è la variazione istantanea di c (la sua derivata rispetto al tempo).

## Elasticità di sostituzione intertemporale ed elasticità dell'utilità marginale
L'elasticità di sostituzione intertemporale è anche data da:
{\displaystyle \ \sigma =-{\frac {u'(c)}{c\ u''(c)}}}
dove u(c) è la funzione di utilità istantanea, u'(c) l'utilità marginale del consumo (la derivata prima rispetto a c) e u''(c) la derivata seconda.
La forma precedente può essere derivata differenziando quella che in economia è chiamata equazione di Eulero, che rappresenta la condizione per la massimizzazione intertemporale dell'utilità assumendo preferenze additive e separabili nel tempo:
{\displaystyle \ u'(c_{0})={\frac {1+r}{1+\rho }}u'(c_{1})}
dove ρ è il saggio di preferenza intertemporale.
Trasformando in logaritmi e calcolando il differenziale (assumendo ρ costante) si ottiene:
{\displaystyle \ d\log(1+r)={\frac {u''(c_{0})}{u'(c_{0})}}dc_{0}-{\frac {u''(c_{1})}{u'(c_{1})}}dc_{1}={\frac {u''(c_{0})c_{0}}{u'(c_{0})}}d\log c_{0}-{\frac {u''(c_{1})c_{1}}{u'(c_{1})}}d\log c_{1}}
Inoltre, se:
{\displaystyle -{\frac {u''(c_{0})c_{0}}{u'(c_{0})}}=-{\frac {u''(c_{1})c_{1}}{u'(c_{1})}}={\frac {1}{\sigma }}}
si ha:
{\displaystyle \ d\log(1+r)={\frac {1}{\sigma }}(d\log c_{1}-d\log c_{0})={\frac {1}{\sigma }}d\log {\frac {c_{1}}{c_{0}}}}
e quindi:
{\displaystyle \ \sigma ={\frac {d\log {\frac {c_{1}}{c_{0}}}}{d\log(1+r)}}}
Va notato che {\displaystyle \ -{\frac {u''(c)c}{u'(c)}}} non è altro che l'elasticità dell'utilità marginale, cioè la variazione percentuale dell'utilità marginale che deriva da una variazione percentuale unitaria del consumo. Nel caso di funzioni di utilità separabili nel tempo, l'elasticità di sostituzione intertemporale è quindi uguale all'inverso dell'elasticità dell'utilità marginale.